# 슈피츠-츠바이지멘 철도
슈피츠-츠바이지멘 철도(Spiez–Zweisimmen railway)는 현재 스위스 BLS AG에서 운영하는 단일 트랙 표준궤 노선이다. 이전에는 지멘탈 철도(지메 계곡 철도)이라고도 하는 슈피츠-에를렌바흐-츠바이지멘 철도(SEZ)가 소유했다. 라인은 슈피츠에서 지멘탈을 거쳐 츠바이지멘까지 이어진다. 그것은 루체른과 몽트뢰 사이의 골든패스 라인의 일부로 판매되며, 여기에는 미터궤 브뤼닉 철도 및 몽트뢰-렝크 임 지멘탈 철도와 표준궤 툰호선의 일부도 포함된다.
SEZ는 1897년 8월 16일 슈피츠에서 에를렌바흐 까지의 노선을 개통한 슈피츠-에를렌바흐 철도(SEB)과 노선을 개통한 에를렌바흐-츠바이지멘 철도(EZB)의 합병으로 1942년 1월 1일에 형성되었다. 1902년 10월 31일 에를렌바흐에서 츠바이지멘까지.
1997년 6월 SEZ는 귀르베탈-베른-슈바르첸부르크 철도(GBS), 베른-노이엔부르크 철도(BN)와 베르너 알펜반-게젤샤프트 베른-뢰치베르크-심플론(BLS)과 합병하여 BLS 뢰치베르크 철도를 형성했다. 2006년에 미텔란트 지방교통과 합병하여 BLS AG를 형성했다.
츠바이지멘에는 제네바 호수에서 렝크 임 지멘탈까지 운행하는 몽트뢰 오버란트 베르누아 철도(MOB)의 협궤 몽트뢰-렝크 임 지멘탈 철도와 연결되어 있다. 지역 서비스는 회선을 통해 매시간 운영된다. 지역 특급 서비스는 2시간마다 운행된다.